# Vịnh Royal

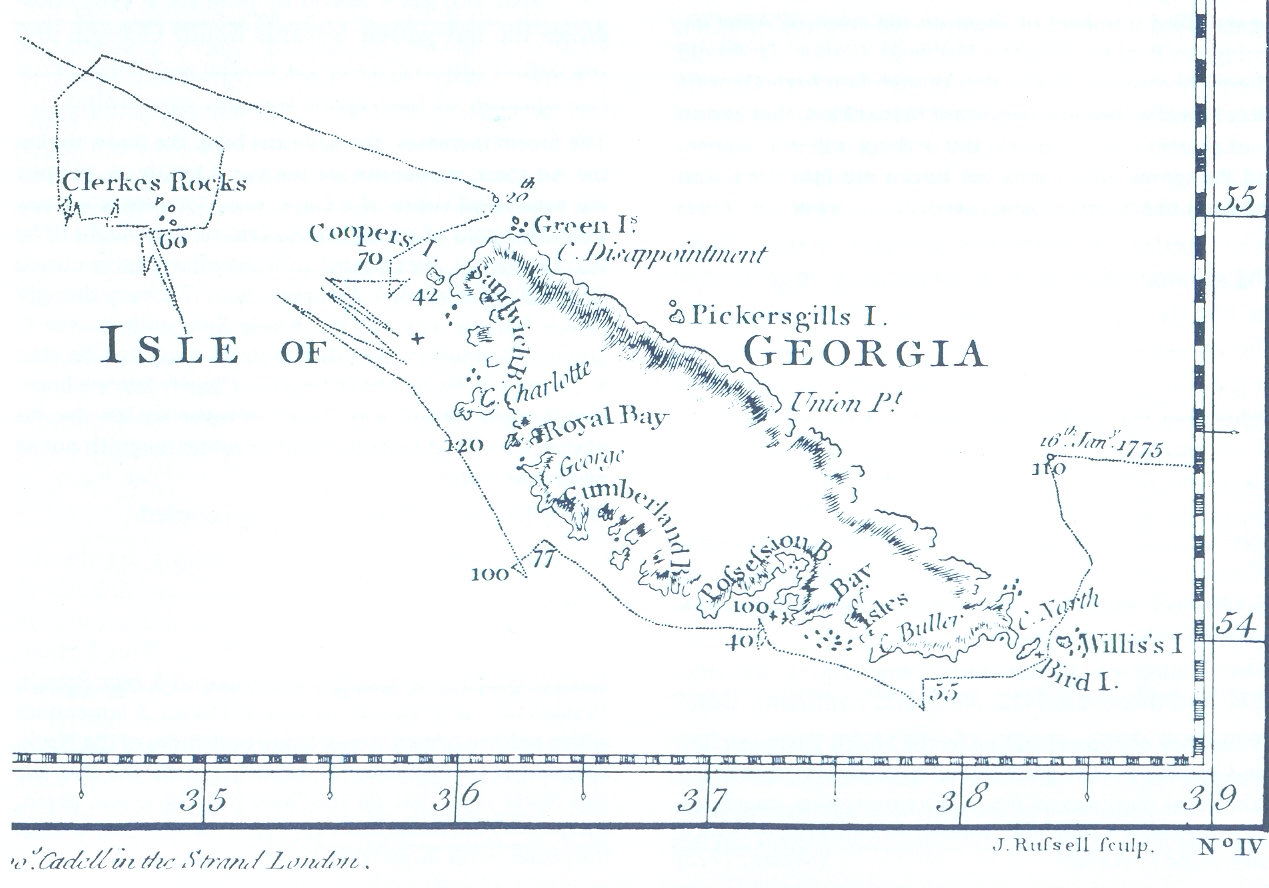
Vịnh Royal

Royal là một vịnh nhỏ, rộng khoảng 4 dặm (6 km), nằm giữa mũi Charlotte và mũi Harcourt, dọc theo bờ biển phía bắc của Nam Georgia. Giống như các nơi khác trên đảo, vịnh là nơi có nhiều loài chim sinh sống và sinh sản tại đây, trong đó có chim cánh cụt vua, chim cánh cụt gentoo và chim cốc mắt xanh.
Vịnh Royal được phát hiện và đặt tên bởi đoàn thám hiểm người Anh của James Cook vào năm 1775.

## Trích nguồn
- Stonehouse, B (ed.) Encyclopedia of Antarctica and the Southern Oceans (2002, ISBN 0-471-98665-8)